# Копані (Донецький район)
Копа́ні (до 2016 — Войковський) — селище Амвросіївської міської громади Донецького району Донецької області, Україна.

## Загальні відомості
Розташоване на березі р. Сухий Яланчик. Відстань до райцентру становить близько 20 км і проходить переважно автошляхом Т 0509.
Унаслідок російської військової агресії із серпня 2014 р. Копані перебуває на тимчасово окупованій території.

## Війна на сході України
24 серпня 2014 року колона підрозділу Національної гвардії, рухаючись заданим маршрутом, потрапила у засідку терористів поблизу Копанів. Рядовий міліції Юрій Смирнов зорієнтувався одним із перших та зайняв позицію і відкрив вогонь у відповідь, цим самим прикрив перегрупування підрозділу. Сили терористів переважали вдвічі, але вояки до останньої миті продовжували стримувати ворога, врешті напад бойовиків було відбито. Після бою товариші знайшли обгоріле тіло Юрія Смирнова. Підполковник Нацгвардії В'ячеслав Саражан знаходився у машині, що замикала колону, наказав взводу забезпечити прикриття відходу основної колони під автоматним та артилерійським вогнем терористів. Під час здійснення прикриття підполковник Саражан зазнав 2 поранень — в руку та ногу, проте продовжив керувати підрозділом.

## Населення

### Мова
Розподіл населення за рідною мовою за даними перепису 2001 року:
| Мова            | Кількість | Відсоток |
| --------------- | --------- | -------- |
| російська       | 964       | 65.22%   |
| українська      | 503       | 34.04%   |
| вірменська      | 5         | 0.34%    |
| білоруська      | 2         | 0.13%    |
| румунська       | 1         | 0.07%    |
| грецька         | 1         | 0.07%    |
| інші/не вказали | 2         | 0.13%    |
| Усього          | 1478      | 100%     |

За даними перепису 2001 року населення смт становило 1478 осіб, із них 34,03 % зазначили рідною мову українську, 65,22 % — російську, 0,34 % — вірменську, 0,14 % — білоруську, 0,07 % — грецьку та молдовську мови.

## Відомі особи
- В'ячеслав Романовський (1947) — український поет, уродженець Копанів.